# 福島駅 (福島県)
福島駅（ふくしまえき）は、福島県福島市栄町にある、東日本旅客鉄道（JR東日本）・阿武隈急行・福島交通の駅である。

## 乗り入れ路線
郡山市・いわき市に次ぐ県内第３の都市で、県庁所在地である福島市の代表駅である。JR東日本の新幹線・在来線各線（後述）と、阿武隈急行の阿武隈急行線、福島交通の飯坂線が乗り入れている。かつて、1971年月12日まで、福島交通飯坂東線が、現在の福島駅東口前に乗り入れていた。
JR東日本の駅に乗り入れている路線は、線路名称上は東北新幹線と、在来線における当駅の所属線である東北本線、当駅を起点とする奥羽本線の3路線である。また当駅は東北新幹線から奥羽本線に直通するミニ新幹線である山形新幹線の分岐駅となっている。当駅で、東北新幹線の「やまびこ」と山形新幹線の「つばさ」が増解結を行う。奥羽本線は新幹線と同じ軌間である1,435ミリメートルの標準軌に改軌されており、軌間1,067ミリメートルの東北本線との直通が不可能となっている。この奥羽本線の標準軌区間（当駅 - 新庄駅）には在来線としての愛称として「山形線」が設定されている。

## 歴史

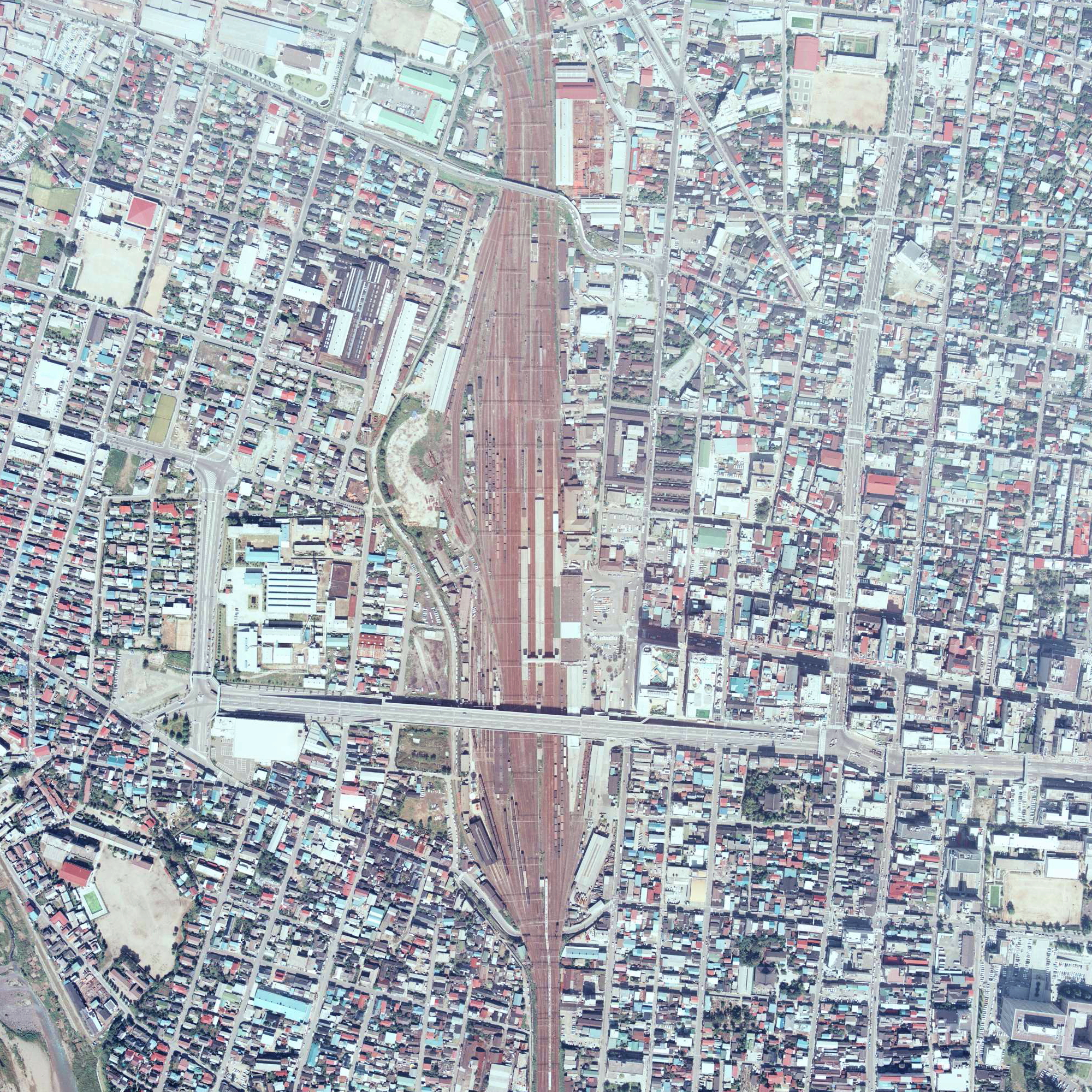
福島駅周辺の空中写真（1975年9月）

- 1887年（明治20年）12月15日：日本鉄道郡山から仙台間の開通時に一般駅として開業[1]。
- 1899年（明治32年）5月15日：官設鉄道が米沢駅まで開業[2][3]。
- 1903年（明治36年）：二代目駅舎（洋風建築）の供用を開始[4]。
- 1906年（明治39年）11月1日：日本鉄道が国有化[1][3]。
- 1909年（明治42年）10月12日：線路名称が制定され、東北本線の所属となる。
- 1918年（大正7年）4月14日：信達軌道線（のちの福島交通飯坂東線）が駅前に乗り入れる。
- 1924年（大正13年）4月13日：福島飯坂電気軌道線（現在の福島交通飯坂線）が駅前から飯坂駅（現在の花水坂駅）まで開業（飯坂線の軌道としての開業日[5]）。
- 1942年（昭和17年）12月3日：福島交通が当駅に乗り入れ[5]。
- 1947年（昭和22年）8月17日：昭和天皇の戦後巡幸があり、翌日にかけてお召し列車が発着した[6]。
- 1962年（昭和37年）：三代目駅舎の供用開始[4]。
- 1971年（昭和46年）4月12日：福島交通飯坂東線を廃止[7]。
- 1972年（昭和47年）4月10日：旅行センターの営業を開始[新聞 1]。
- 1976年（昭和51年）2月5日：駅構内で亜ジチオン酸ナトリウムを積んだ貨車から発煙。消火時に大量の亜硫酸ガスが発生して駅構外へ流出、中合の店員らがのどの痛みを訴えるなどの被害が発生した[新聞 2]。
- 1978年（昭和53年）6月24日：コンテナや車扱貨物の取り扱いを東福島駅に移管し、廃止[1]。
- 1981年（昭和56年）5月6日：地下に東西自由通路を設置し、供用を開始[新聞 3]。
- 1982年（昭和57年）6月23日：東北新幹線が開業[8][9]。
- 1984年（昭和59年）1月15日：専用線発着の車扱貨物の取り扱いを廃止し、貨物の取扱を全廃（旅客駅となる）[1]。
- 1986年（昭和61年）11月1日：荷物の取り扱いを廃止[1]。
- 1987年（昭和62年）4月1日：国鉄分割民営化に伴い、国鉄の駅は東日本旅客鉄道（JR東日本）の駅となる[1][10]。
- 1988年（昭和63年）
  - 6月10日：福島駅東口駅ビル、福島ルミネが営業を開始[新聞 4]。
  - 7月1日：阿武隈急行が福島駅まで延伸開業[11][12]。
- 1992年（平成4年）7月1日：新在直通新幹線として山形新幹線福島 - 山形間が開業[9]。
- 1997年（平成9年）4月18日：JR福島駅西口の新幹線高架下にショッピングセンター「パワーシティピボット」が開業[新聞 5]。
- 1999年（平成11年）1月20日：新幹線自動改札機を導入[13]。
- 2001年（平成13年）4月8日：福島駅駅ビル衝突事故が発生。
- 2002年（平成14年）
  - 年内：「賑やかな駅前通り、官公庁が立ち並ぶ県庁通りに続く県都の玄関口の駅」として、東北の駅百選に選定。
  - 12月1日：同日に実施されたダイヤ改正により、「やまびこ」「Maxやまびこ」「つばさ」のみの停車となる。
- 2003年（平成15年）12月18日：JR福島駅東口が、改札の南側にあったみどりの窓口と北側にあったびゅうプラザを改札の南側に一体化するなど大幅にリニューアルする。
- 2004年（平成16年）
  - 3月20日：福島駅東口駅ビル、福島ルミネに代わってS-PAL福島店が営業を開始。
  - 4月1日：JR福島駅に福島県内初の在来線自動改札機を導入（この時点ではSuica利用不可）。
- 2005年（平成17年）3月15日：JR福島駅西口と新幹線・在来線ホームにエレベーター設置。
- 2006年（平成18年）2月20日：福島駅東口にホテルメッツ福島がオープン。JR福島駅の新幹線ホーム・在来線ホームの発車ベルを変更。この頃、JR在来線ホーム南側にあった荷物運搬橋を撤去。
- 2007年（平成19年）12月：JR福島駅の在来線ホームの自動放送を変更。新幹線自動改札機を新型に交換。
- 2008年（平成20年）
  - 3月15日：モバイルSuica特急券のサービスを開始[報道 1]。
  - 9月ごろ：JR福島駅のすべての自動券売機を新型に交換。
- 2009年（平成21年）
  - 3月14日：東北本線でのICカード「Suica」（奥羽本線〈山形線〉はエリア外）および東北新幹線・郡山 - 仙台間のSuica FREX定期券・Suica FREXパル定期券と、新幹線停車駅が2駅以上含まれるSuica定期券のサービスを開始[報道 2]。
  - 4月11日：JR福島駅の在来線・新幹線ホームの発車ベルが発車メロディに変更される[新聞 6]。
- 2011年（平成23年）3月：東日本大震災により、被災（詳細は後述）。また、このころ、エスパル改札口に自動改札機が設置される。
- 2014年（平成26年）
  - 3月1日：JR福島駅の新幹線コンコース内に再生可能エネルギー情報館を開設。同日中にオープニングセレモニーを実施[報道 3]。
  - 10月：JR福島駅の駅舎改築および「エコステ」の導入工事に着手[報道 4]。
- 2015年（平成27年）
  - 3月20日：JR福島駅舎（東口など）のリニューアル工事が完成。同年3月29日にオープニングセレモニーを実施[報道 5]。
  - 4月1日：JR東口の業務がJR東日本東北総合サービスに委託される。
  - 4月5日：JR東日本が進める「エコステ」のモデル駅として太陽光パネルによる発電、地中熱を利用した空調設備、蓄電池の整備などが導入された[報道 6]。
  - 10月1日：二本松駅委託化に伴い、杉田駅 - 安達駅間が当駅管理となる。
- 2019年（令和元年）6月：無人駅管理業務および地区駅業務を郡山駅に移管。自駅単独管理となり、福島地区から郡山地区所属駅となる。
- 2020年（令和2年）3月14日：新幹線eチケットサービスを開始[報道 7]。
- 2021年（令和3年）
  - 2月13日：福島県沖地震により、天井から水が漏れて水浸しになるなどの被害が発生した[14][15]。
  - 3月13日：タッチでGo!新幹線のサービスを開始[注 1][報道 8]。
  - 11月30日：びゅうプラザの営業を終了[16][報道 11]。
- 2022年（令和4年）
  - 1月18日：「JR東日本駅たびコンシェルジュ」が開業[報道 12]。
  - 3月16日：福島県沖地震で、駅前の床タイルが破損したほか[17]、駅の東口にあるビジネスホテルで壁の一部が崩れるなどの被害が出た[18]。駅の近所にある繁華街のビルでも壁が大きく崩れて道路を塞いだ[19]。
  - 10月1日：JR福島駅・福島総合運輸区を統合し、福島統括センターが発足。郡山駅より無人駅管理業務を移管。
- 2023年（令和5年）5月13日：奥羽本線の線路切替工事により、終日で同駅から庭坂駅の区間で同線列車が運休[注 2]。
- 2024年（令和6年）
  - 10月1日：JR東日本（東北・山形各新幹線、東北本線および奥羽本線）でえきねっとQチケのサービスを開始[20][報道 14]。
  - 10月26日：奥羽本線の線路切替工事により、同日14時以降で同駅から庭坂駅の区間で同線列車が運休[注 3]。
- 2025年（令和7年）4月1日：エスパル改札口が終日無人化[21]。
- 2026年（令和8年）度末：新幹線上りホームと奥羽本線を結ぶアプローチ線の供用を開始（予定）[報道 16]。

## 駅構造

### JR東日本
在来線は地上駅（橋上駅）、新幹線は高架駅である。改札口は4か所にある。在来線側の駅正面（改札1階）にあたる東口と、新幹線側（改札2階）にあたる西口、およびS-PAL福島店の2階から東西連絡通路へ出入りできる「エスパル改札口」、在来線1番線ホーム北側から福島交通・阿武隈急行改札口へ行ける「連絡改札口」がある。なお、新幹線コンコースには、2014年（平成26年）3月1日より、再生可能エネルギー情報館が設置されている。
2014年（平成26年）9月26日に、JR東日本が同年10月より当駅の駅舎改築と「エコステ」の導入工事に着手することを発表した。駅舎は2015年（平成27年）3月20日、「エコステ」は同年4月5日にオープンしている。
事務管コードは▲231017を使用している。
福島統括センター所在駅で、直営駅（駅長・輸送副長・営業副長配置）でもある。管理駅として、東北本線の杉田駅 - 貝田駅間の各駅および奥羽本線の笹木野駅 - 庭坂駅間の各駅を管理している。

#### 在来線ホーム
単式ホーム1面1線（1番線）、島式ホーム1面2線（2・3番線）、切欠きホーム1面3線（4・5・6番線）の計3面6線で構成される。 1 - 4番線を狭軌の東北本線が、5・6番線を標準軌の山形線がそれぞれ使用する。1番線と2番線の間に中線があり、ダイヤ乱れ時に貨物列車の待避などに使用されることがある。
狭軌の1 - 4番線はすべてのホームで上下両方面の列車の発着が可能な配線になっている。
朝夕一部の列車を除いて運行系統は福島駅で分割されており、福島駅をまたいで利用する乗客はほとんどの場合、跨線橋を利用してホームを移動する必要がある。
6番線は5番線の山形方を切り欠いたホームで有効長が2両分しかないため、「つばさ」の地平ホーム入線は5番線に限られる。また、例年11月初旬から約1か月間、落ち葉による車輪空転による運行障害解消のために一部列車が4両編成による運転が行われるが、同じく5番線にしか入線できないため、その期間は一部列車の発着番線が変更となる。
山形線の線路は、後述の配線図のとおり、笹木野方から見て第一場内信号 - 第二場内信号の間は実質単線となる。

##### のりば
| 番線  | 路線      | 方向 | 行先                         |
| ----- | --------- | ---- | ---------------------------- |
| 1 - 4 | ■東北本線 | 下り | 白石・仙台方面               |
| 1 - 4 | ■東北本線 | 上り | 郡山・黒磯方面               |
| 5・6  | ■山形線   | 下り | 笹木野・庭坂・山形・新庄方面 |

- 在来線ホームにはかつてKIOSKや立ち食いそば屋があったが、2023年（令和5年）現在は、飲料や軽食の自動販売機のみが設置されている。

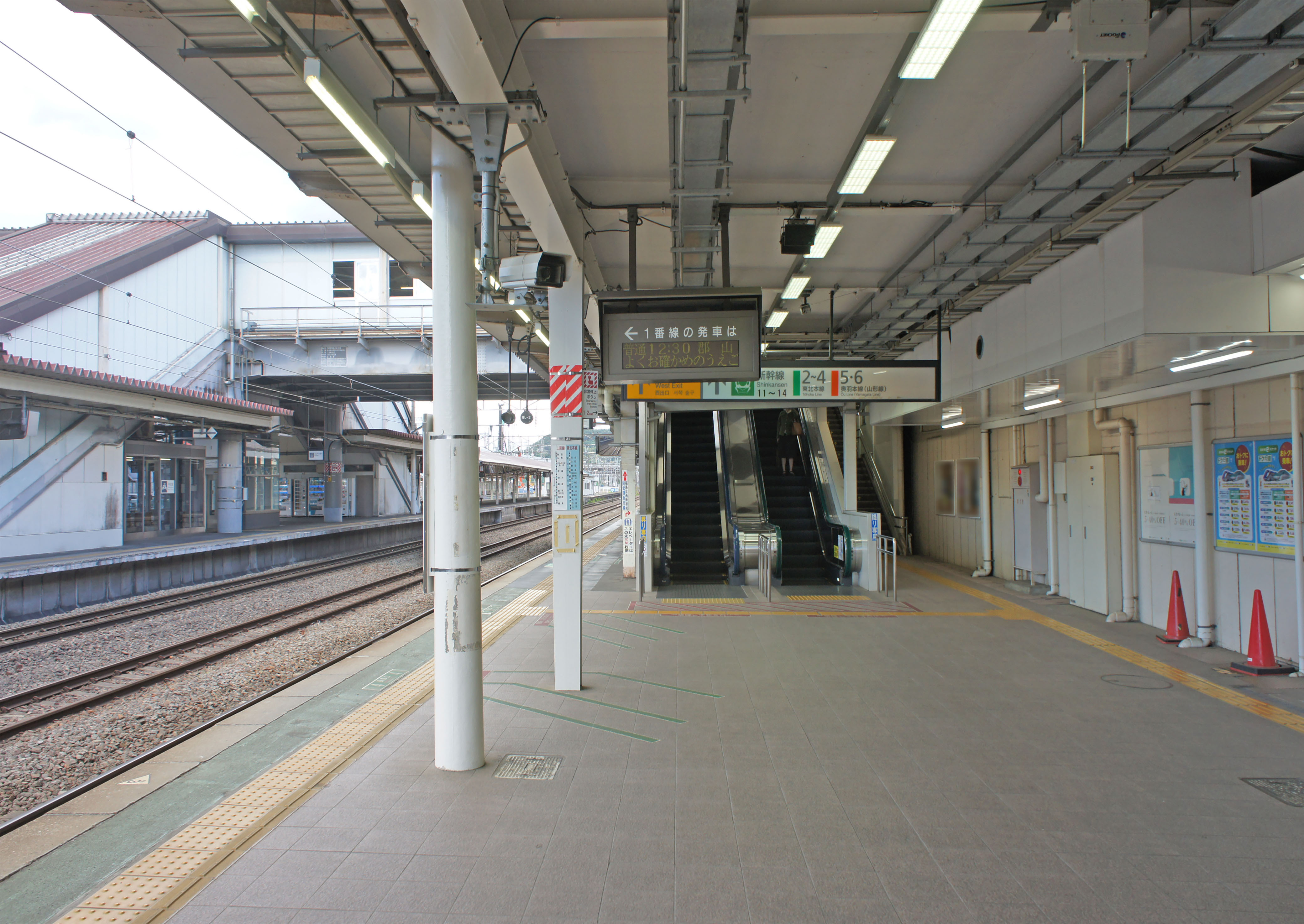
在来線1番線ホーム（2022年5月）
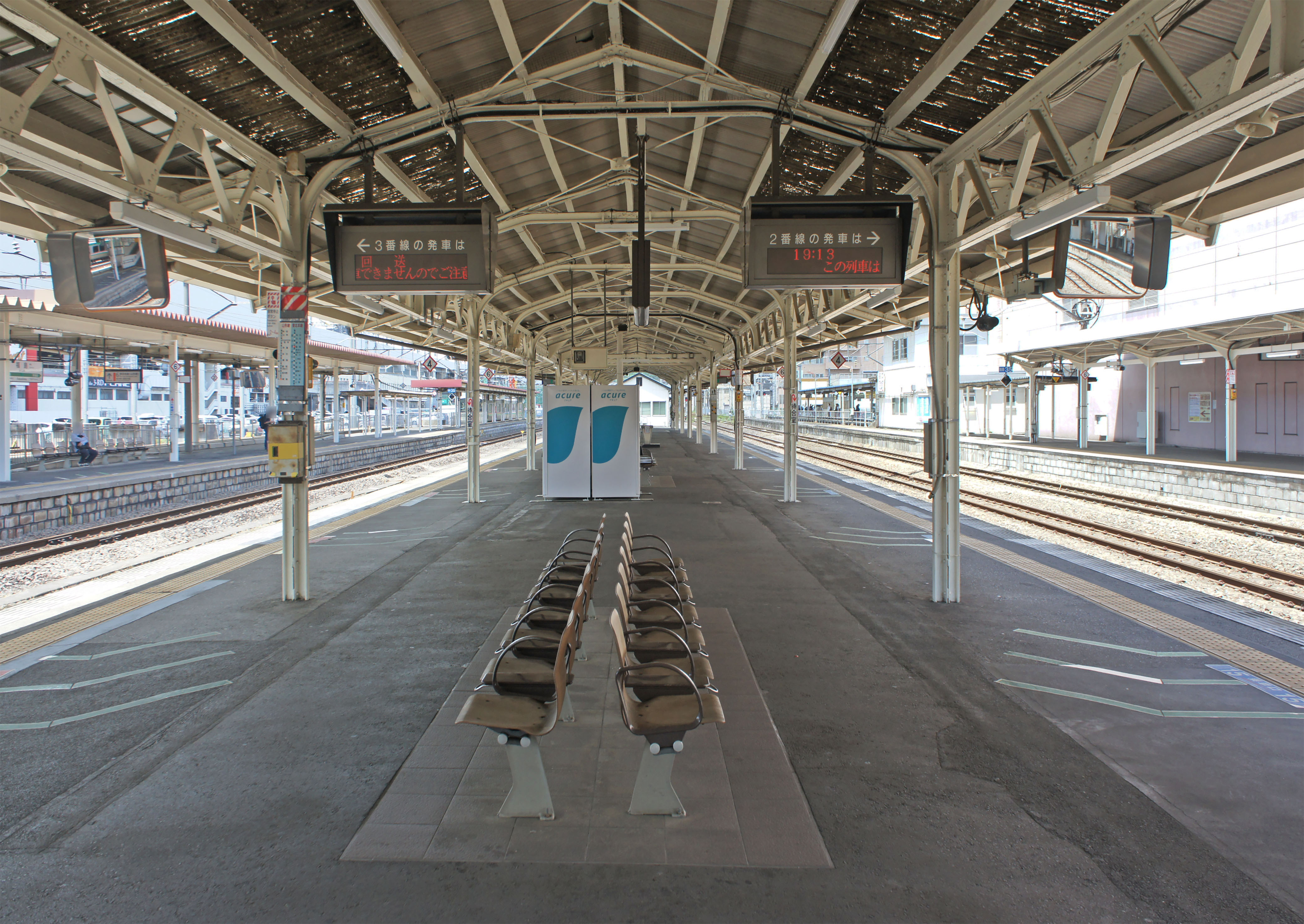
在来線2・3番線ホーム（2022年5月）
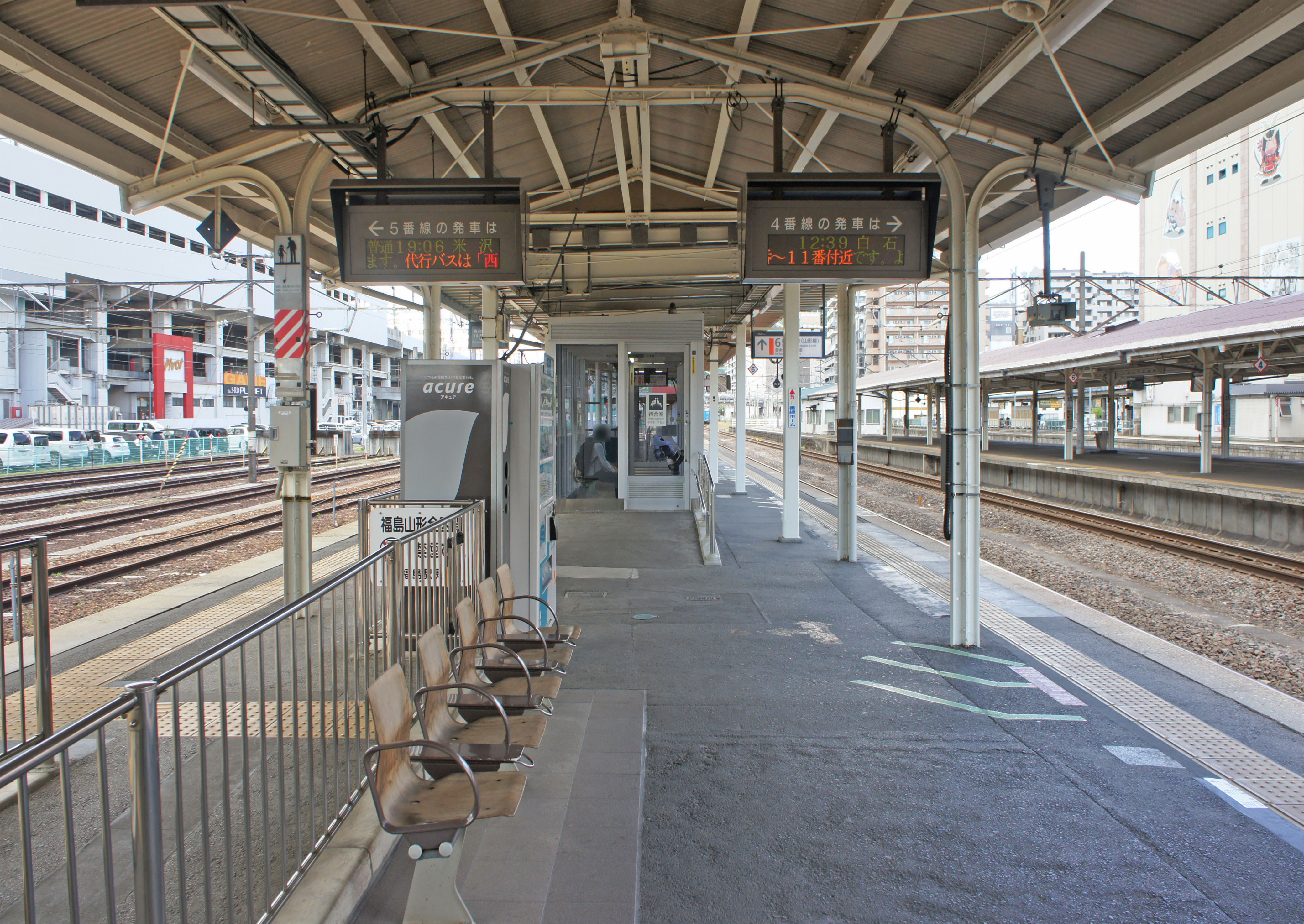
在来線4・5番線ホーム（2022年5月）
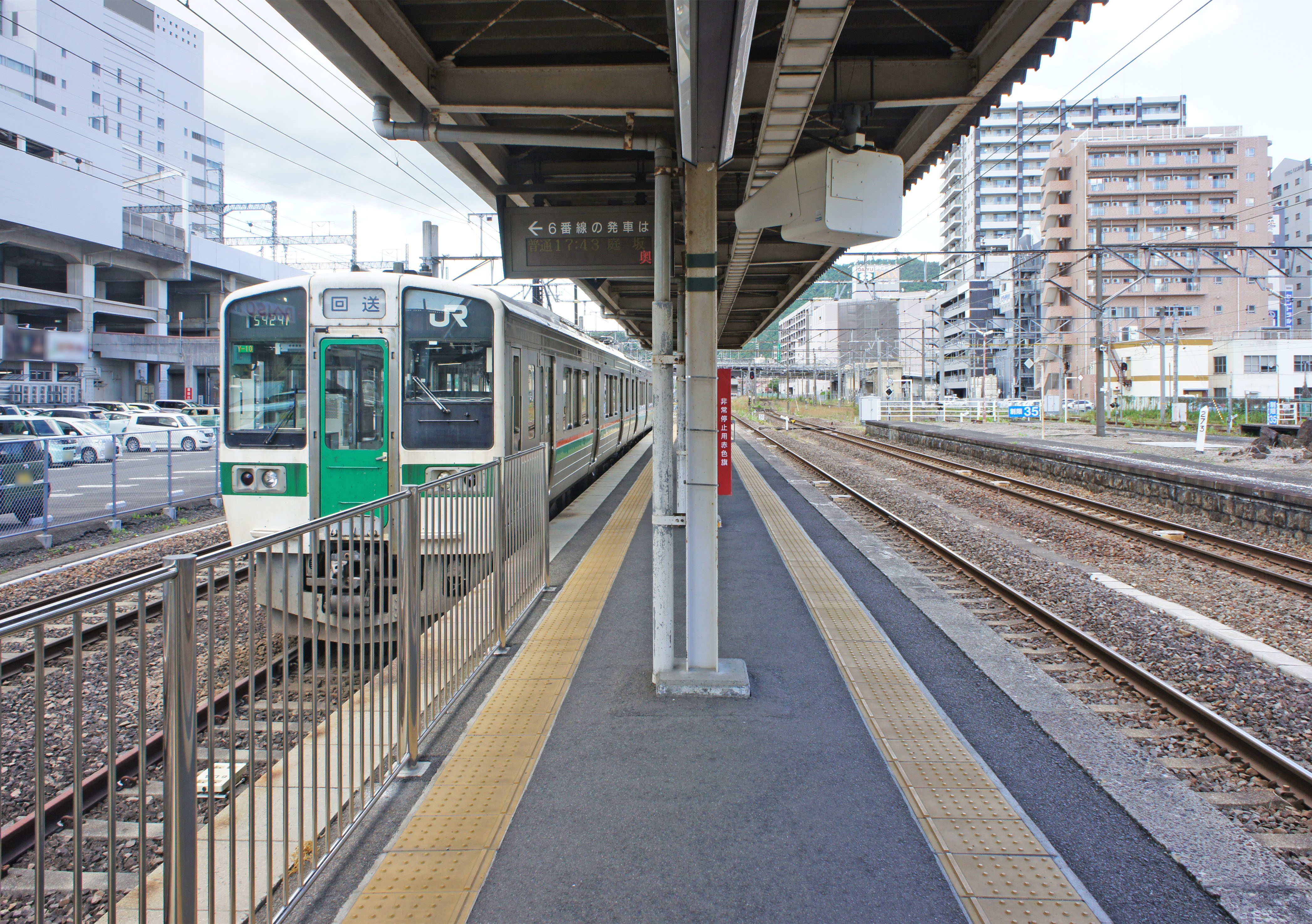
在来線6番線ホーム（2022年5月）

#### 新幹線ホーム
島式ホーム2面4線を有する。ホーム間に上下通過線2線を挟んでおり、320 km/h通過が可能である。
奥羽本線とのアプローチ線が下り副本線（待避線）から単線で分岐するという構造の関係上、山形新幹線「つばさ」の発着は上下線とも原則として14番線に限られる（山形新幹線区間のみの臨時列車には在来線ホームの5番線発着となるものがある）。このため、「つばさ」との連結を行う上りの「やまびこ」は、14番線への進入時と東京方への出発時の2回、駅両端の渡り線を用いて下り線と平面交差する必要がある。そのため当駅は東北新幹線のダイヤ上、大きなネックとなっており、特に降雪で遅れが生じる冬期間は当駅での輸送障害が全線に波及するという問題が生じていた。
これを受けてJR東日本では2020年（令和2年）3月3日、奥羽本線から上り副本線（11番線）に接続するアプローチ線の新設計画を発表。具体的には、奥羽本線から分岐して東北新幹線の高架をくぐる760メートルの地平区間を新設、そこから540メートルの高架を新設して、11番線にとりつく構造とした。2021年（令和3年）4月に着工し、2026年度（令和8年度）末の完成を予定している。完成すると「やまびこ」の平面交差が解消され、「つばさ」が上下同時に発着できるようになる予定である。
東京方面行きの列車は12番線と14番線の両方から発車するため、改札内コンコースの電光掲示板には左右を示す矢印が付いている。
12 - 14番線にはLED式乗車口案内表示機が設置されている。

##### のりば
| 番線 | 路線           | 方向           | 行先                   |
| ---- | -------------- | -------------- | ---------------------- |
| 11   | （予備ホーム） | （予備ホーム） | （予備ホーム）         |
| 12   | 東北新幹線     | 上り           | 宇都宮・大宮・東京方面 |
| 13   | 東北新幹線     | 下り           | 仙台・盛岡方面         |
| 14   | 東北新幹線     | 上り           | 宇都宮・大宮・東京方面 |
| 14   | 東北新幹線     | 下り           | 仙台・盛岡方面         |
| 14   | 山形新幹線     | 下り           | 山形・新庄方面         |

- 14番線は「つばさ」および同列車と当駅以南で併結運転する「やまびこ」が使用。
- 2022年（令和4年）4月現在、11番線は回送列車などの発着や非常時の折り返しに使用され、定期ダイヤでの営業列車の発着はない。また2023年（令和5年）には、新幹線上りホームと奥羽本線を結ぶアプローチ線増設工事のため、11番線に暫定の車止めが設置された。
- 当駅の発車メロディは、在来線ホームは「高原列車は行く」（岡本敦郎）、新幹線ホームは「栄冠は君に輝く」（伊藤久男・コロムビア男声合唱団）が使用されている。これらは、福島市出身である古関裕而の生誕100年を記念して福島青年会議所が企画し、2009年（平成11年）4月11日から使用されているものである[24][新聞 6]。
- 14番ホーム上で連結・解結を行う「つばさ」と「やまびこ」の中には、その作業と共に、当駅を通過する「はやぶさ」と「こまち」の待避を兼ねている列車がある。
- 新幹線ホームにはかつてKIOSKがあったが、2023年（令和5年）現在は、飲料の自動販売機のみが設置されている。

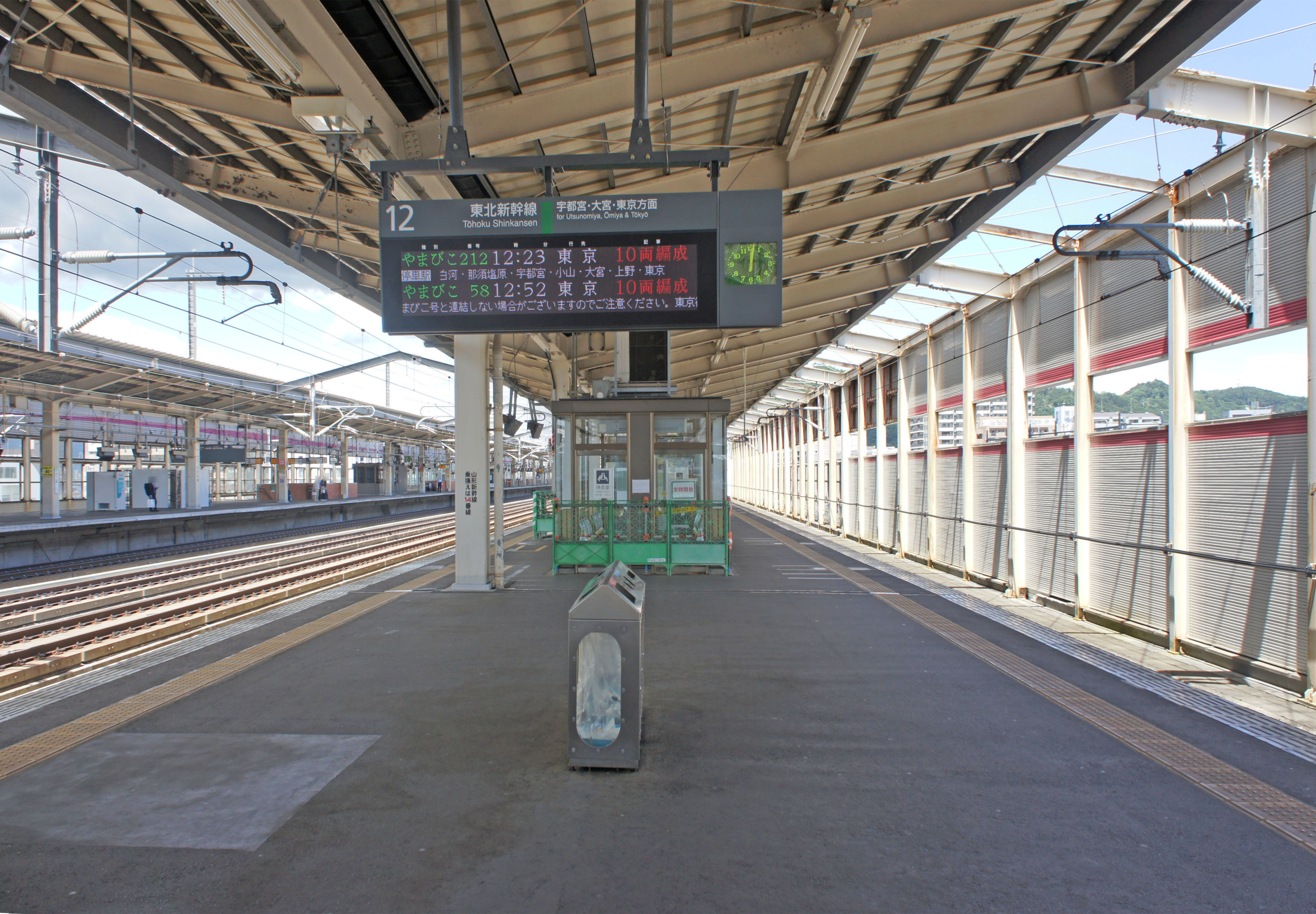
新幹線11・12番線ホーム（2022年5月）
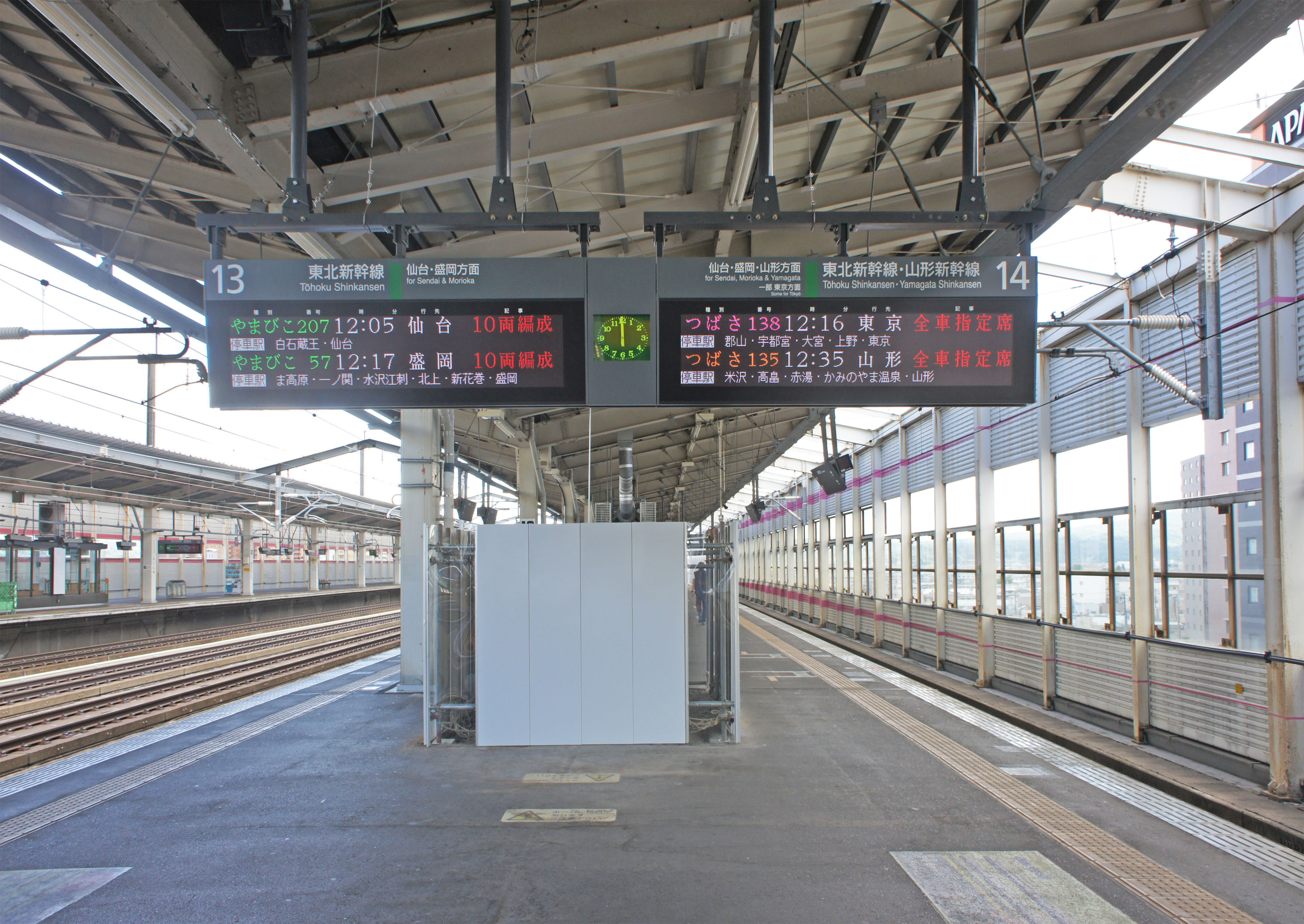
新幹線13・14番線ホーム（2022年5月）
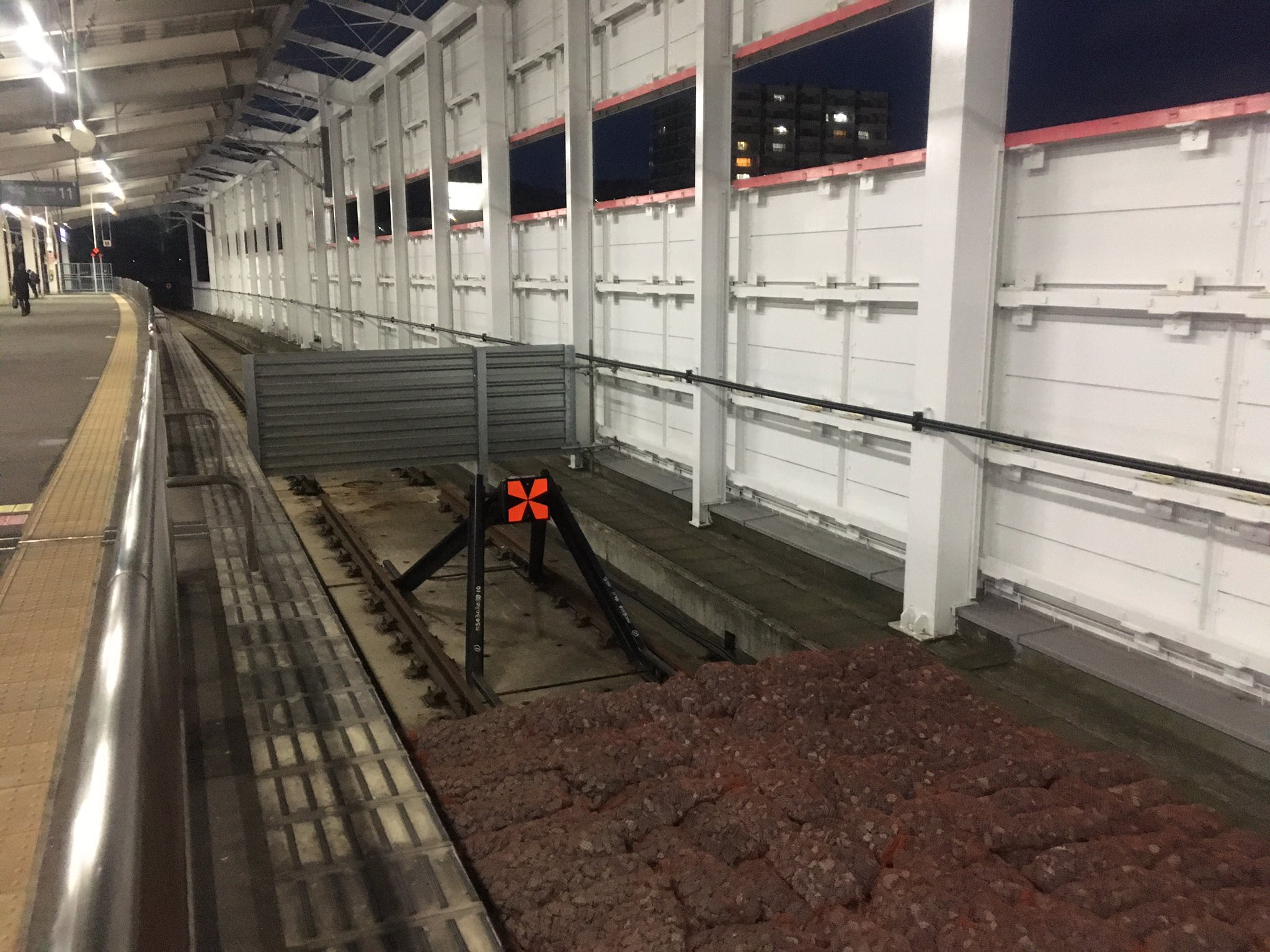
車止めが設置された新幹線11番線ホーム（2023年2月）

#### 改札口

##### 東口
- 出札・改札業務ともにJR東日本東北総合サービスに委託されている。
- ホテルメッツ福島、S-PAL福島（駅ビル）などがある。

##### 西口
- 新幹線専用改札が唯一設置されており、在来線コンコース・乗換口を経由せずに新幹線の利用が可能。
- 福島市観光案内所、JR東日本福島支店、福島駅西口パワーシティピボットなどがある。

##### エスパル改札口
- エスパル改札口には、長らく自動改札機は設置されておらず、簡易Suica改札機が設置されていたが、2011年（平成23年）3月ごろから自動改札機が設置された。2025年（令和7年）4月1日より無人化された[21]。
- S-PAL福島2階（駅ビル）に直結しており、同店の営業時間外は閉鎖される。

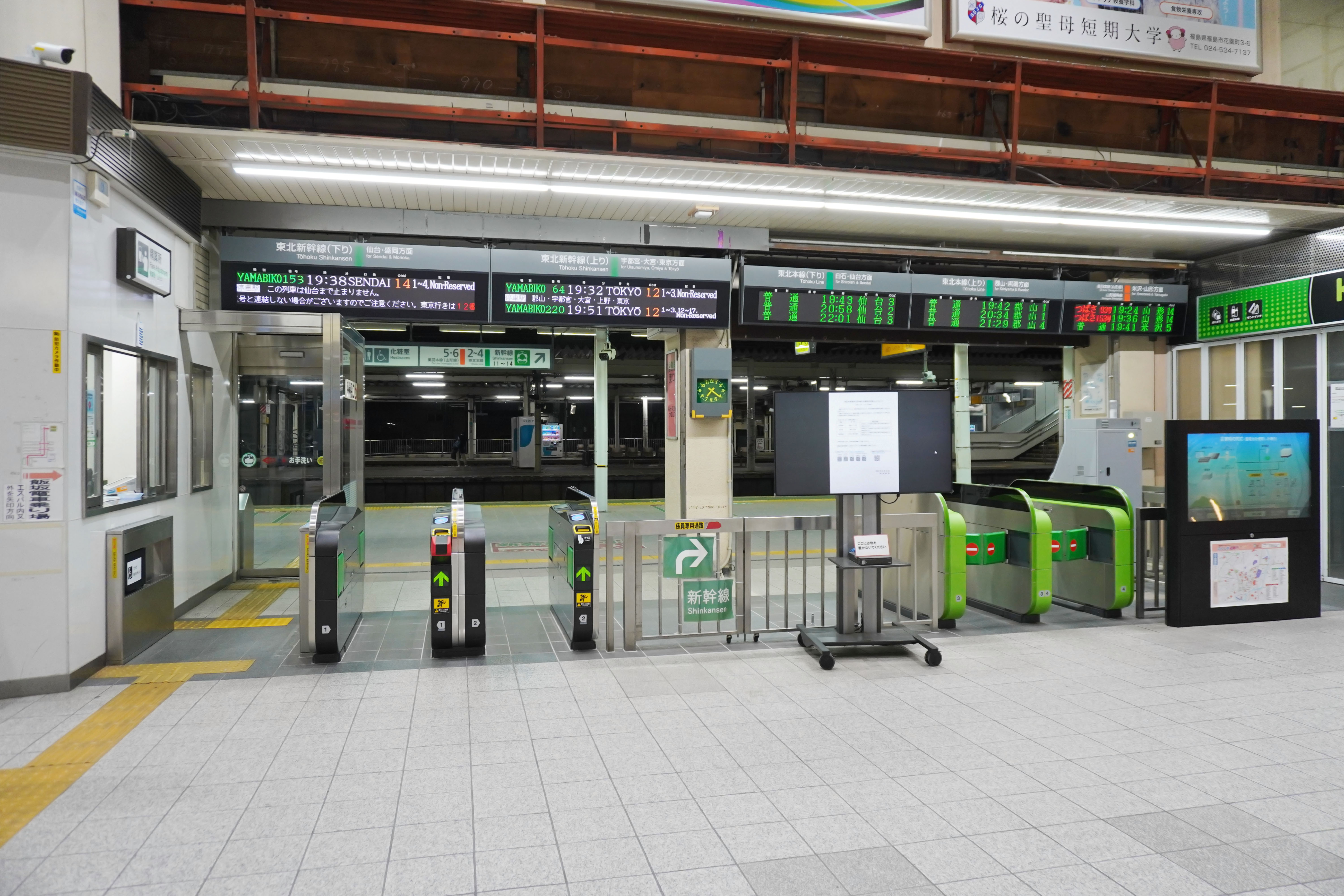
東口改札（2024年3月）
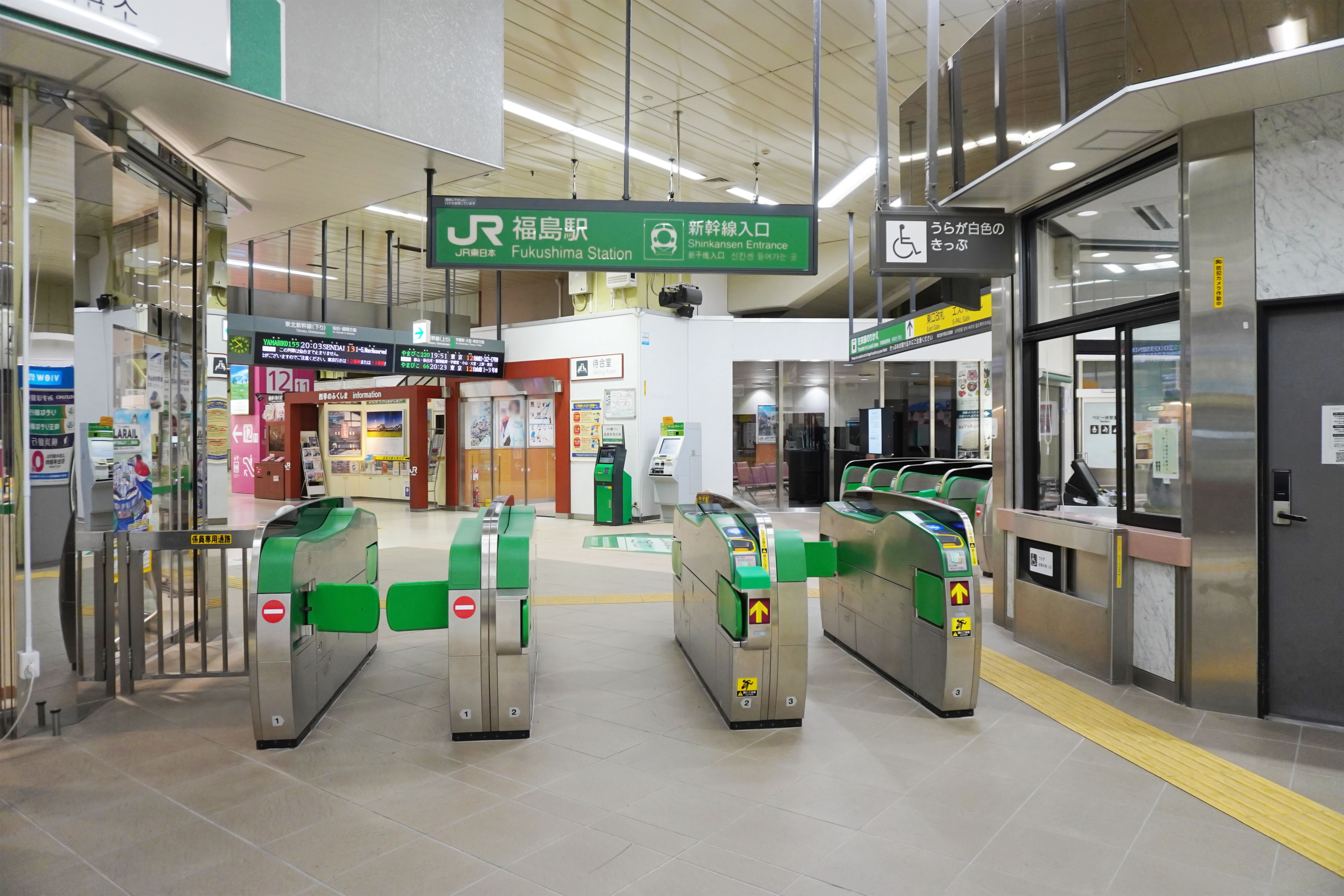
新幹線西口改札（2024年3月）
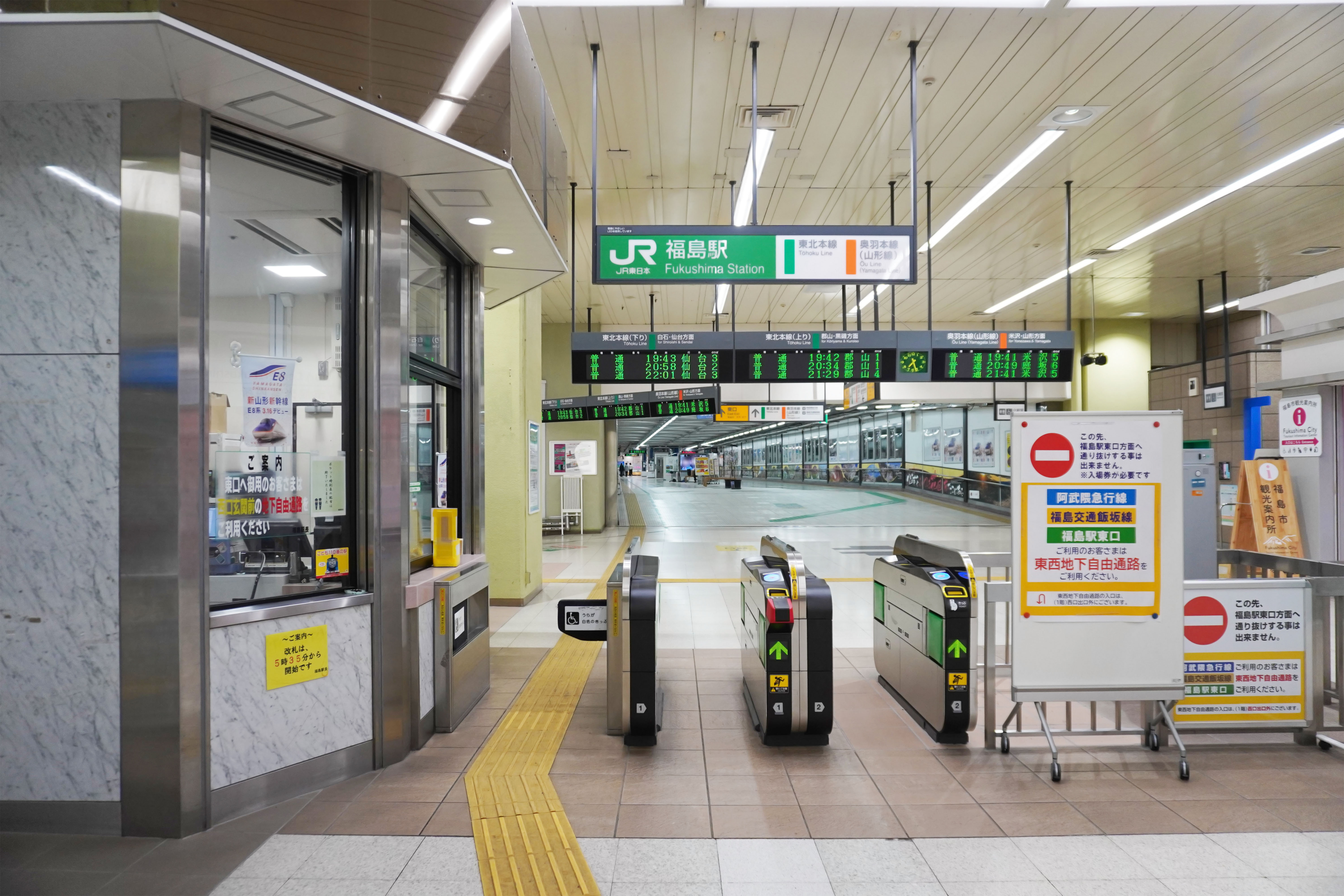
在来線西口改札（2024年3月）
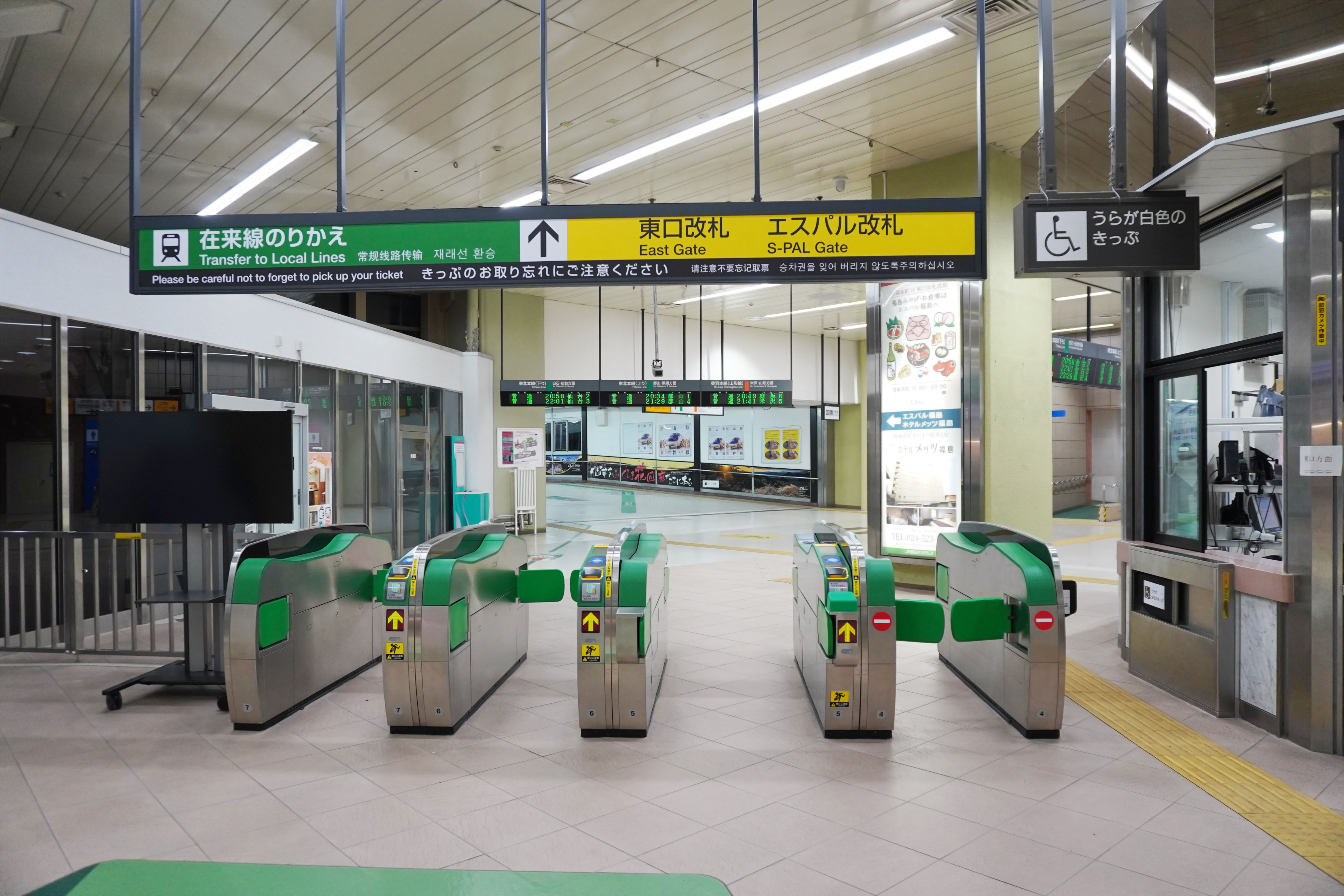
のりかえ改札（2024年3月）
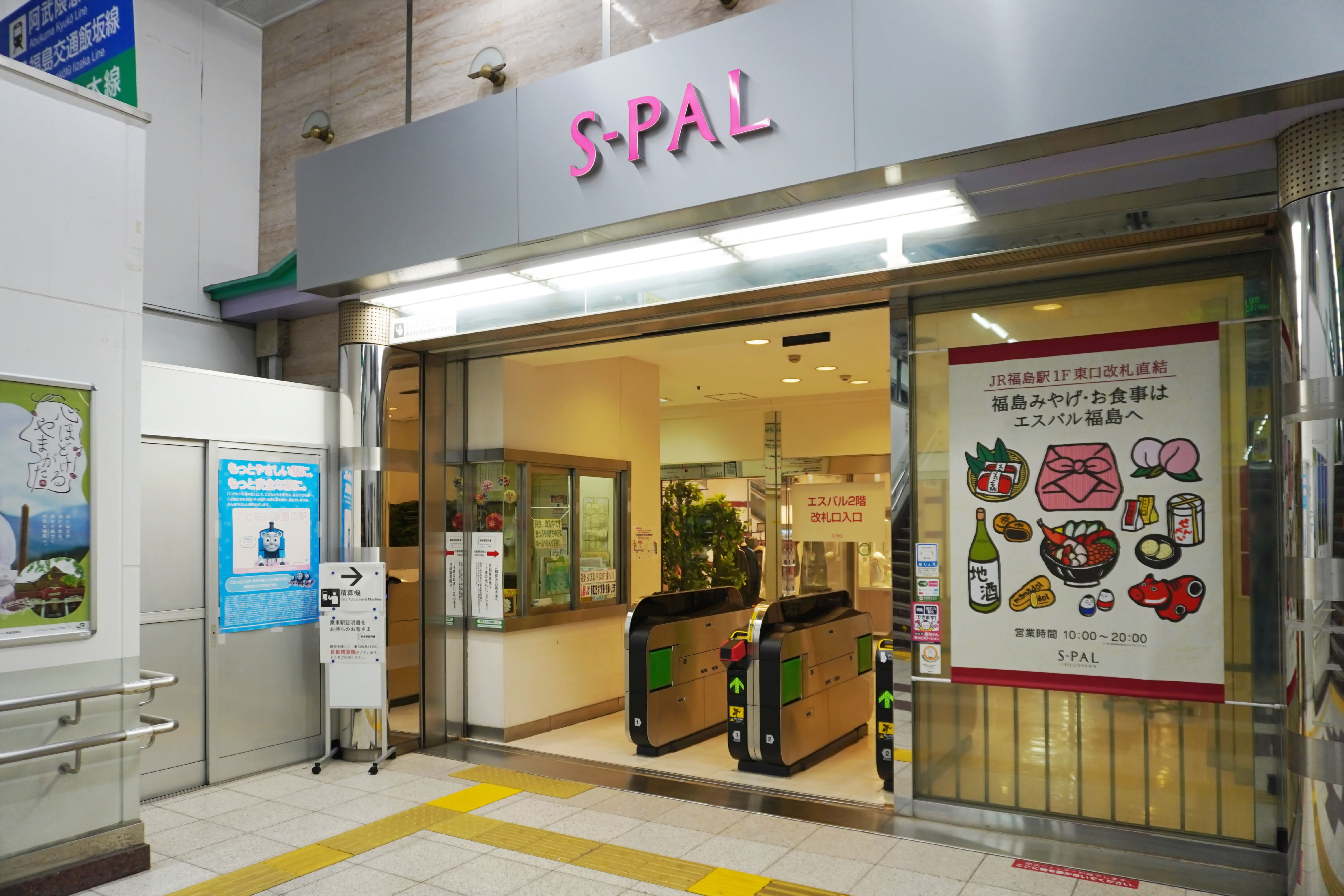
エスパル改札（2024年3月）

### 阿武隈急行・福島交通
JR1番線ホームの北端付近の東側に並行して頭端式ホーム1面2線を持ち、東側を福島交通飯坂線、西側を阿武隈急行線が使用している（ホーム番号は設定されていない）。改札口は2社で共同使用されており、入鋏は福島交通の駅員、集札・精算はそれぞれの駅員が行う。隣接するJR1番線ホームとの間に連絡改札口があり、JR入出場用の簡易Suica改札機が設置されている。
福島交通飯坂線は直流電化、阿武隈急行線は交流電化で、1つのホームで異なる電化方式が見られるのは、日本国内では他に新潟駅の新幹線・在来線乗り換えホームがあるのみである。また、阿武隈急行線の開通までは飯坂線が現在の阿武隈急行線のホームを使用しており、開通の際に東側に新たに飯坂線用の線路を敷設している。
阿武隈急行線は当駅から矢野目信号場まで東北本線の複線区間を走るため、JRとの直通運転が可能な構造になっている。かつて存在した郡山方面への直通列車は、JR1番線から発着していた。
改札外には、福島交通窓口、阿武隈急行窓口、自動券売機（各社ごとに2台）、NORUCA STATION（ノルカステーション）、トイレがあり、改札内には自動販売機（飲料・軽食）、ガシャポンなどがある。なお、阿武隈急行は無人駅と槻木駅からの乗客向けに、企画乗車券（フリーきっぷなど）は到着時に改札口に申し出ると窓口で購入できるようになっている。

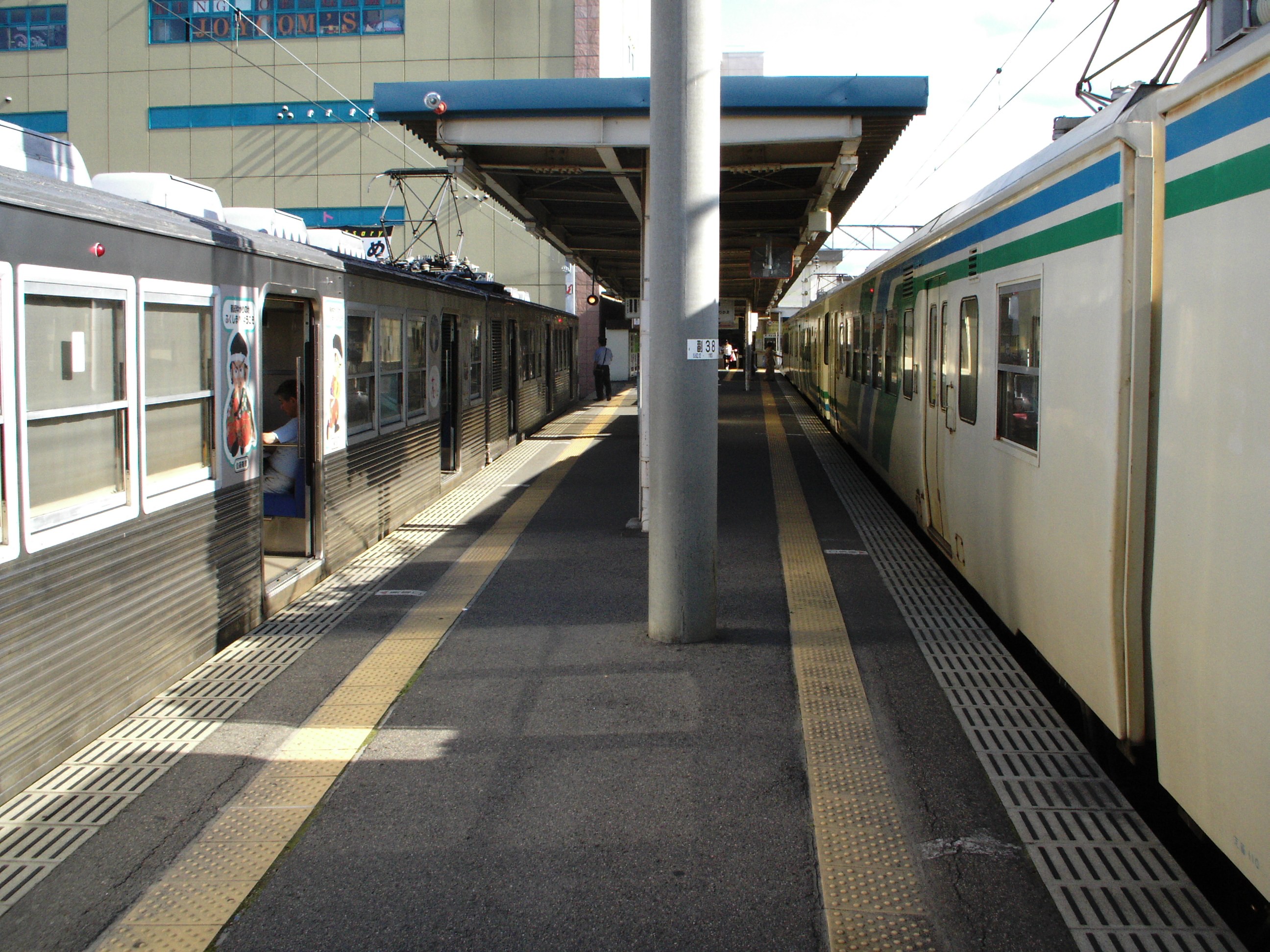
ホーム（2006年7月）
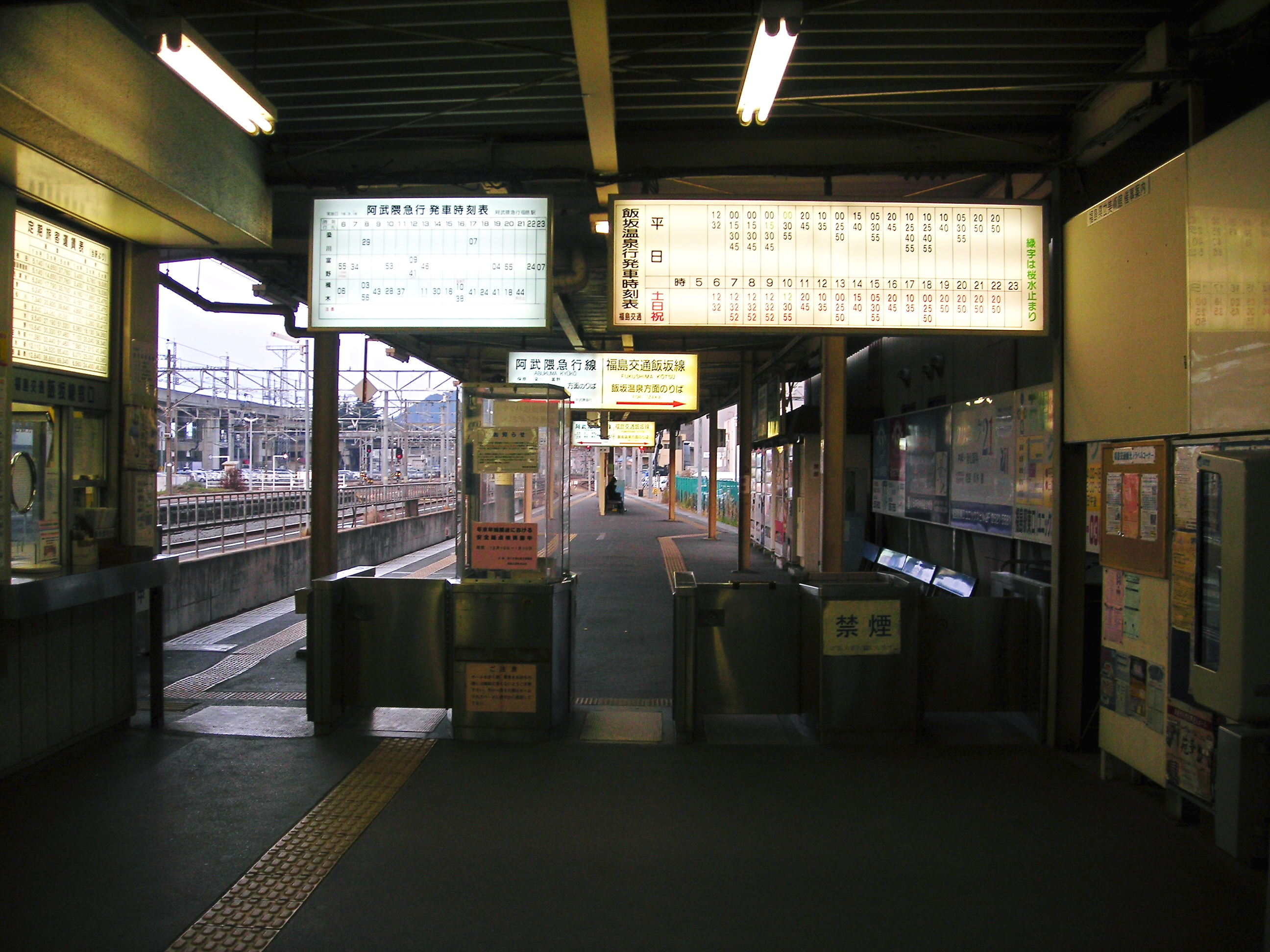
福島交通・阿武隈急行改札口（2006年12月）
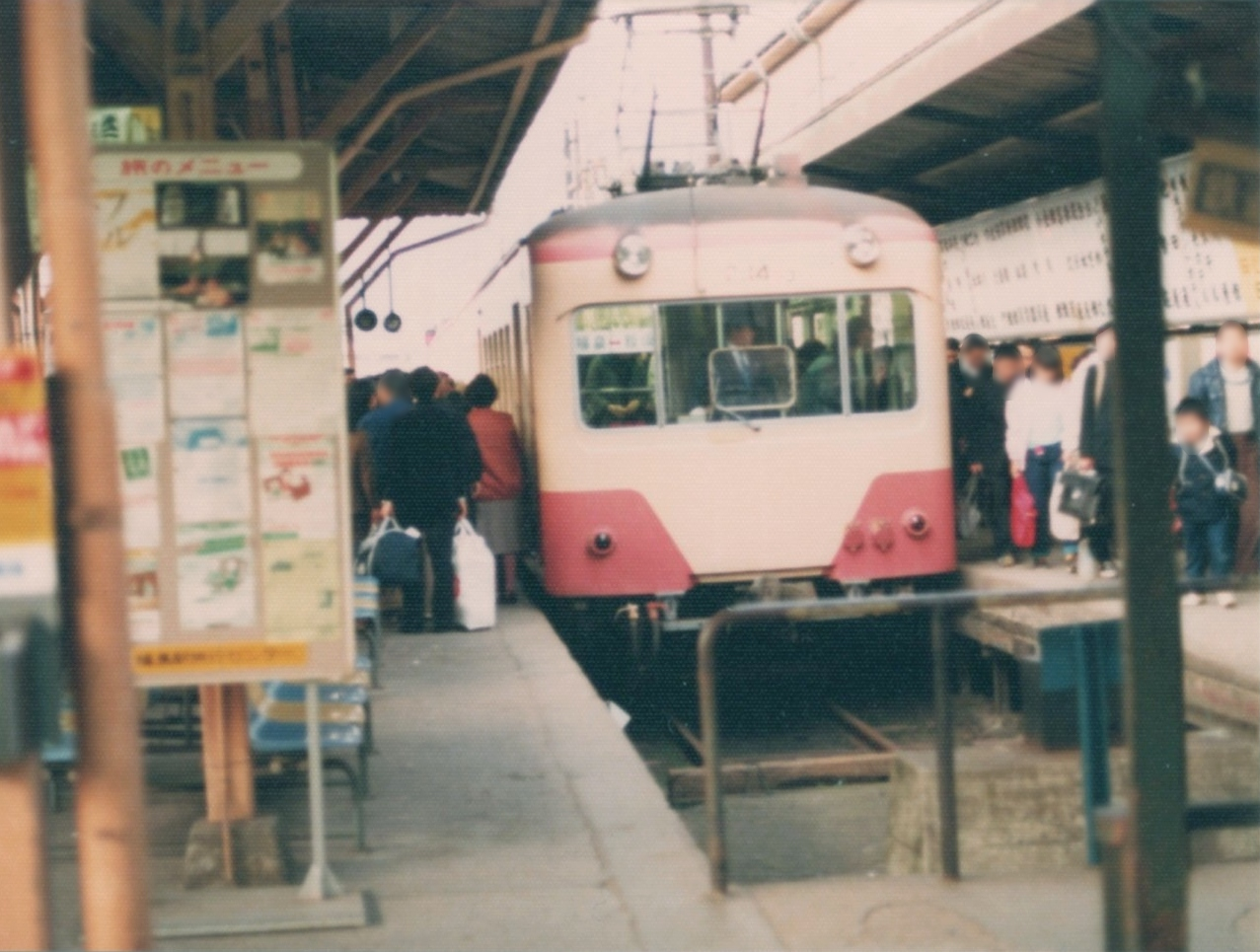
昭和期の福島交通プラットホーム（1982年12月）

## 駅弁
2017年ごろまでは、主な駅弁として下記を販売していた。
- 山菜釜めし
- 安積のとりめし
- 牛肉の味噌焼弁当
- ソースヒレカツ弁当
- 海苔のりべん
- おとなの幕の内
- 福島味づくし
- 四季の彩
- あつあつ牛めし
- ふくのしま豚の醍醐味

## 利用状況

### JR東日本
2023年度（令和5年度）の1日平均乗車人員は14,292人である。また、新幹線の1日平均乗車人員は6,728人である。駅利用者数は、福島県内で郡山駅に次ぐ2位である。
1935年度（昭和10年度）および2000年度（平成12年度）以降の推移は以下の通りである。
| 1日平均乗車人員推移（JR東日本） | 1日平均乗車人員推移（JR東日本） | 1日平均乗車人員推移（JR東日本） | 1日平均乗車人員推移（JR東日本） | 1日平均乗車人員推移（JR東日本） | 1日平均乗車人員推移（JR東日本） | 1日平均乗車人員推移（JR東日本） | 1日平均乗車人員推移（JR東日本） | 1日平均乗車人員推移（JR東日本） |
| 年度                            | 計                              | 計                              | 計                              | 新幹線                          | 新幹線                          | 新幹線                          | 新幹線                          | 出典                            |
| 年度                            | 定期外                          | 定期                            | 合計                            | 定期外                          | 定期                            | 合計                            | 前年度比                        | 出典                            |
| ------------------------------- | ------------------------------- | ------------------------------- | ------------------------------- | ------------------------------- | ------------------------------- | ------------------------------- | ------------------------------- | ------------------------------- |
| 1935年（昭和10年）              |                                 |                                 | 1,676                           | 未開業                          | 未開業                          | 未開業                          | 未開業                          | [ 他 1 ]                        |
| 2000年（平成12年）              |                                 |                                 | 16,396                          | 非公表                          | 非公表                          | 非公表                          | 非公表                          | [ JR-P 2 ]                      |
| 2001年（平成13年）              |                                 |                                 | 16,132                          | 非公表                          | 非公表                          | 非公表                          | 非公表                          | [ JR-P 3 ]                      |
| 2002年（平成14年）              |                                 |                                 | 15,868                          | 非公表                          | 非公表                          | 非公表                          | 非公表                          | [ JR-P 4 ]                      |
| 2003年（平成15年）              |                                 |                                 | 15,504                          | 非公表                          | 非公表                          | 非公表                          | 非公表                          | [ JR-P 5 ]                      |
| 2004年（平成16年）              |                                 |                                 | 15,262                          | 非公表                          | 非公表                          | 非公表                          | 非公表                          | [ JR-P 6 ]                      |
| 2005年（平成17年）              |                                 |                                 | 15,274                          | 非公表                          | 非公表                          | 非公表                          | 非公表                          | [ JR-P 7 ]                      |
| 2006年（平成18年）              |                                 |                                 | 15,033                          | 非公表                          | 非公表                          | 非公表                          | 非公表                          | [ JR-P 8 ]                      |
| 2007年（平成19年）              |                                 |                                 | 14,983                          | 非公表                          | 非公表                          | 非公表                          | 非公表                          | [ JR-P 9 ]                      |
| 2008年（平成20年）              |                                 |                                 | 14,932                          | 非公表                          | 非公表                          | 非公表                          | 非公表                          | [ JR-P 10 ]                     |
| 2009年（平成21年）              |                                 |                                 | 14,781                          | 非公表                          | 非公表                          | 非公表                          | 非公表                          | [ JR-P 11 ]                     |
| 2010年（平成22年）              |                                 |                                 | 14,161                          | 非公表                          | 非公表                          | 非公表                          | 非公表                          | [ JR-P 12 ]                     |
| 2011年（平成23年）              |                                 |                                 | 14,380                          | 非公表                          | 非公表                          | 非公表                          | 非公表                          | [ JR-P 13 ]                     |
| 2012年（平成24年）              | 7,370                           | 8,499                           | 15,869                          | 4,531                           | 2,769                           | 7,301                           |                                 | [ JR-P 14 ] [ JRS-P 2 ]         |
| 2013年（平成25年）              | 7,841                           | 8,885                           | 16,726                          | 4,820                           | 2,922                           | 7,742                           |                                 | [ JR-P 15 ] [ JRS-P 3 ]         |
| 2014年（平成26年）              | 7,737                           | 8,641                           | 16,378                          | 4,781                           | 2,816                           | 7,598                           |                                 | [ JR-P 16 ] [ JRS-P 4 ]         |
| 2015年（平成27年）              | 7,844                           | 8,764                           | 16,608                          | 4,843                           | 2,882                           | 7,726                           |                                 | [ JR-P 17 ] [ JRS-P 5 ]         |
| 2016年（平成28年）              | 7,801                           | 8,735                           | 16,536                          | 4,854                           | 2,886                           | 7,740                           |                                 | [ JR-P 18 ] [ JRS-P 6 ]         |
| 2017年（平成29年）              | 7,724                           | 8,758                           | 16,482                          | 4,842                           | 2,896                           | 7,739                           |                                 | [ JR-P 19 ] [ JRS-P 7 ]         |
| 2018年（平成30年）              | 7,695                           | 8,765                           | 16,461                          | 4,819                           | 2,892                           | 7,712                           |                                 | [ JR-P 20 ] [ JRS-P 8 ]         |
| 2019年（令和元年）              | 7,356                           | 8,862                           | 16,219                          | 4,579                           | 3,006                           | 7,586                           |                                 | [ JR-P 21 ] [ JRS-P 9 ]         |
| 2020年（令和02年）              | 3,290                           | 7,727                           | 11,017                          | 1,642                           | 2,915                           | 4,557                           | −39.9%                          | [ JR-P 22 ] [ JRS-P 10 ]        |
| 2021年（令和03年）              | 3,889                           | 7,814                           | 11,703                          | 1,987                           | 2,880                           | 4,867                           | 6.8%                            | [ JR-P 23 ] [ JRS-P 11 ]        |
| 2022年（令和04年）              | 5,230                           | 7,951                           | 13,182                          | 3,020                           | 2,872                           | 5,892                           | 21.1%                           | [ JR-P 24 ] [ JRS-P 12 ]        |
| 2023年（令和05年）              | 6,140                           | 8,151                           | 14,292                          | 3,720                           | 3,007                           | 6,728                           | 114.5%                          | [ JR-P 1 ] [ JRS-P 1 ]          |

### 阿武隈急行・福島交通
- 阿武隈急行 - 2021年度（令和3年度）の1日平均乗降人員は2,620人である[福島市 1]。
- 福島交通飯坂線 - 2018年度（平成30年度）の1日平均乗降人員は4,512人である[他 2]。

2002年度（平成14年度）以降の推移は以下のとおりである。
| 1日平均乗降人員推移（阿武隈急行・福島交通） | 1日平均乗降人員推移（阿武隈急行・福島交通） | 1日平均乗降人員推移（阿武隈急行・福島交通） | 1日平均乗降人員推移（阿武隈急行・福島交通） | 1日平均乗降人員推移（阿武隈急行・福島交通） | 1日平均乗降人員推移（阿武隈急行・福島交通） | 1日平均乗降人員推移（阿武隈急行・福島交通） |
| 年度                                        | 阿武隈急行                                  | 阿武隈急行                                  | 阿武隈急行                                  | 福島交通                                    | 出典                                        | 出典                                        |
| 年度                                        | 定期券                                      | 定期外                                      | 合計                                        | 福島交通                                    | 福島市                                      | その他                                      |
| ------------------------------------------- | ------------------------------------------- | ------------------------------------------- | ------------------------------------------- | ------------------------------------------- | ------------------------------------------- | ------------------------------------------- |
| 2002年（平成14年）                          | 2,158                                       | 2,287                                       | 4,445                                       |                                             | [ 福島市 2 ]                                |                                             |
| 2003年（平成15年）                          | 2,028                                       | 2,222                                       | 4,250                                       |                                             | [ 福島市 2 ]                                |                                             |
| 2004年（平成16年）                          | 1,995                                       | 2,186                                       | 4,181                                       |                                             | [ 福島市 2 ]                                |                                             |
| 2005年（平成17年）                          | 2,003                                       | 2,204                                       | 4,207                                       |                                             | [ 福島市 2 ]                                |                                             |
| 2006年（平成18年）                          | 2,004                                       | 2,161                                       | 4,165                                       |                                             | [ 福島市 2 ]                                |                                             |
| 2007年（平成19年）                          | 2,099                                       | 2,125                                       | 4,223                                       |                                             | [ 福島市 3 ]                                |                                             |
| 2008年（平成20年）                          | 2,166                                       | 2,094                                       | 4,260                                       |                                             | [ 福島市 3 ]                                |                                             |
| 2009年（平成21年）                          | 2,166                                       | 1,986                                       | 4,152                                       |                                             | [ 福島市 3 ]                                |                                             |
| 2010年（平成22年）                          | 2,264                                       | 1,985                                       | 4,248                                       |                                             | [ 福島市 3 ]                                |                                             |
| 2011年（平成23年）                          | 1,873                                       | 1,712                                       | 3,585                                       | 3,832                                       | [ 福島市 3 ]                                |                                             |
| 2012年（平成24年）                          | 2,149                                       | 2,024                                       | 4,173                                       | 4,100                                       | [ 福島市 4 ]                                |                                             |
| 2013年（平成25年）                          | 2,207                                       | 2,103                                       | 4,310                                       | 4,148                                       | [ 福島市 4 ]                                |                                             |
| 2014年（平成26年）                          | 2,330                                       | 2,005                                       | 4,335                                       |                                             | [ 福島市 4 ]                                |                                             |
| 2015年（平成27年）                          | 2,335                                       | 1,981                                       | 4,316                                       | 4,506                                       | [ 福島市 4 ]                                | [ 他 3 ]                                    |
| 2016年（平成28年）                          | 2,262                                       | 1,929                                       | 4,190                                       | 4,781                                       | [ 福島市 4 ]                                | [ 他 2 ]                                    |
| 2017年（平成29年）                          | 2,195                                       | 1,873                                       | 4,068                                       | 4,559                                       | [ 福島市 1 ]                                | [ 他 2 ]                                    |
| 2018年（平成30年）                          | 2,190                                       | 1,854                                       | 4,044                                       | 4,512                                       | [ 福島市 1 ]                                | [ 他 2 ]                                    |
| 2019年（令和元年）                          | 2,076                                       | 1,688                                       | 3,764                                       |                                             | [ 福島市 1 ]                                |                                             |
| 2020年（令和02年）                          | 1,633                                       | 969                                         | 2,602                                       |                                             | [ 福島市 1 ]                                |                                             |
| 2021年（令和03年）                          | 1,692                                       | 928                                         | 2,620                                       |                                             | [ 福島市 1 ]                                |                                             |

なお、2010年度（平成22年度）の福島交通の1日平均乗車人員は2,200人である。

## 駅周辺
東口は官庁、金融機関、商業施設や宿泊施設などが建ち並ぶ昔からの繁華街である。しかし、駅周辺の商業ビルや商店街では空き店舗が目立ち、市内唯一の百貨店である中合が閉店するなど中心市街地の空洞化が顕著である。ここ数年は地価の下落などによって高層マンションの建設が盛んである。
西口は東北新幹線が開通してから開設され開発が行われた地区である。昭和50年代後半ぐらいまで、昭栄製糸（現在のイトーヨーカドー福島店跡地）や協三工業などの工場が現在の西口駅前に立地していた。2000年代以降高層マンションやビジネスホテルなどがいくつか建設された。
東口から西口（西口から東口）へ直接移動したい場合は、駅構内の地下を通る「東西自由通路」を利用する。東西連絡通路（構内跨線橋）は改札内であるため入場券が必要となる。

### 東口
商業施設
- いちい街なか店（旧中合福島店） - 2022年（令和4年）2月28日閉店[新聞 9]
- 福島東口駅前 アックス（AXC）
- 曽根田ショッピングセンター（愛称・MAXふくしま）
  - ダイユーエイトMAX福島店・イオンシネマ福島など、複数のテナントが入居するショッピングセンター。旧さくら野百貨店福島店。

宿泊施設
- グリーンホテル福島館
- ザ・ホテル大亀
- 福島リッチホテル - 2024年（令和6年）2月26日閉館[新聞 10]
- ホテルメッツ福島 - 2021年（令和3年）2月17日より、駅ナカシェアオフィス「STATION WORK」が利用可能（事前予約制）[27][報道 17]。
- ホテルクラウンヒルズ福島
- 東横INN福島駅東口I
- 東横INN福島駅東口II

その他、個人経営やチェーンストアの飲食店が駅前に多数立地している。
その他
- 福島警察署駅前交番
- 東北電力福島支店
- ふくしまFM福島スタジオ・福島営業部
- NHK福島放送局・こむこむ（同じ敷地内に隣接している）
- 福島コミュニティ放送（FMPoco）
- 福島県立医科大学保健科学部
- 福島学院大学 福島駅前キャンパス
- 尚志高等学校 単位制・通信制課程 福島キャンパス
- チェンバおおまち
- 東邦銀行
  - 福島駅前支店
  - 本店営業部
- 福島銀行本店
- みずほ銀行福島支店
- 七十七銀行福島支店
- きらやか銀行福島支店
- 北日本銀行福島支店
- 秋田銀行福島支店
- 常陽銀行福島支店
- 大東銀行福島支店
- 日本銀行福島支店
- 福島信用金庫 本店・駅前支店[28]
- 東北労働金庫福島支店
- こくみん共済 coop 福島推進本部ふくしま店
- 福島警察署
- 福島市立福島第一小学校
- 福島県庁
- 福島テルサ
- 福島市役所
- 福島中央郵便局（ゆうちょ銀行福島店併設）

道路・橋
- 吾妻通り
- パセオ470
- レンガ通り
- 福島県道3号福島飯坂線（通称飯坂街道）
- 福島県道70号福島吾妻裏磐梯線（通称高湯街道、スカイライン通り）
- 福島県道310号庭坂福島線（通称八島田街道、庭坂街道）
- 福島県道373号福島停車場線（通称駅前通り）
- 国道13号
- あづま陸橋
- 西町陸橋

### 西口
商業施設
- ヨークタウン野田
  - ヨークベニマル 野田店
  - ファッションセンターしまむら 野田店
- リオン・ドール 野田店
- リオン・ドール 南中央店

宿泊施設
- 福島ビューホテル
- 東横INN福島駅西口
- ザ・セレクトン福島
- ホテル福島グリーンパレス
- リッチモンドホテル福島駅前
- アパホテル福島駅前

その他
- コラッセふくしま
- 福島民報社本社
- 福島市立三河台小学校
- 福島市立岳陽中学校
- 東邦銀行
  - 西福島支店
  - ローンプラザ福島支店
- 福島銀行福島西支店
- 荘内銀行福島支店
- ジェイアールバス東北福島支店

道路・橋
- 福島県道70号福島吾妻裏磐梯線（通称高湯街道、スカイライン通り）
- 福島県道126号福島微温湯線（通称微温湯街道）
- あづま陸橋
- 西町陸橋
- 八木田橋

## バス路線
路線バスは福島交通が記載されているすべての路線と、JRバス東北が福浪線（福島駅 - 川俣高校前）を運行している。

### 東口
| のりば | 運行事業者                         | 系統・行先                                                                                                | 備考                                   |
| ------ | ---------------------------------- | --- | -------------------------------------- |
| 1      | JRバス東北                         | 福浪線：川俣高校前                                                                                        |                                        |
| 2      | 福島交通                           | - 掛田 - 保原 - 北福島医療センター - 湯野 - 信夫山循環4号線先回り - 宮代団地 - 田町（伊達） - 桑折 - 藤田 |                                        |
| 3      | 福島交通                           | - 掛田 - 月の輪台団地 - 保原 - 梁川 - 川俣                                                                |                                        |
| 5      | 福島交通                           | - 松川 - 医大 - 飯野町 - 二本松 - 蓬萊団地                                                                |                                        |
| 6      | 福島交通                           | - 蓬莱団地 - 南向台循環 - 飯野 - 南向台 - 医大 - 臨時：花見山（直行）                                     | 花見山行き臨時便は毎年4月に運行        |
| 7      | 福島交通                           | - 佐原 - 四季の里 - 土湯温泉 - 平田 - 荒井 - 鳥川 - 東浜町 - メロディーバス                               | 四季の里行きは土曜・日曜・祝日のみ運行 |
| 8      | 福島交通                           | - 渡利大回り - 信夫山循環 - 庭坂 - イオン福島 - 五月乙女団地                                              |                                        |
| 9      | 福島交通                           | 市内循環ももりん1コース・ももりん2コース                                                                  |                                        |
| 10     | 福島交通                           | 南相馬 - 川俣・福島：原ノ町駅                                                                             | 一般路線バス                           |
| 10     | - 福島交通 - 宮城交通 - JRバス東北 | 福島 - 仙台：仙台駅前方面                                                                                 | 昼行高速バス                           |
| 10     | 会津乗合自動車                     | 仙台空港・福島 - 会津若松：仙台空港方面／会津若松駅方面                                                   | 昼行高速バス                           |
| 10     | - 福島交通 - 新常磐交通            | 福島 - いわき：いわき駅方面                                                                               | 昼行高速バス                           |
| 10     | - 福島交通 - JRバス東北            | 福島・郡山 - 新宿（あぶくま号）：バスタ新宿（新宿駅新南口）方面                                           | 昼行高速バス                           |
| 10     | - 福島交通 - 近鉄バス              | 福島 - 京都・大阪（ギャラクシー号）：京都駅八条口・大阪あべの橋方面                                       | 夜行高速バス                           |
| 10     | JRバス東北                         | ドリーム福島・東京号：東京駅・東京ディズニーランド方面                                                    | 夜行高速バス                           |
| 10     | 東北急行バス                       | レインボー号：浅草駅・上野駅・東京駅方面                                                                  | 夜行高速バス                           |
| 11     | 福島交通                           | - 観光路線バス（喜多方方面） - 吾妻スカイライン観光路線バス（浄土平循環）                                 | 春 - 秋に運行                          |
| 12     | 福島交通                           | - 中野 - 北沢又 - 荒古屋 - 大笹生 - 志田 - 庭坂 - 森合団地                                                | 中野行は平日のみ運行                   |

### 西口
| のりば                         | 運行事業者                                | 系統・行先                                                                                             | 備考                                                                             |
| ------------------------------ | ----------------------------------------- | --- | -------------------------------------------------------------------------------- |
| 21                             | 福島交通                                  | - 上姥堂 - 土船 - 高湯温泉                                                                             |                                                                                  |
| 22                             | 福島交通                                  | - 大原綜合病院 - 庭坂 - 福島市役所前                                                                   | 福島市役所前行きは平日のみ運行                                                   |
| 23                             | 福島交通                                  | - 箕輪スキー場・箕輪ホテル前 - 観光路線バス（喜多方方面） - 吾妻スカイライン観光路線バス（浄土平循環） | - 箕輪スキー場・箕輪ホテル前行きは毎年、冬季に運行 - 観光路線バスは春 - 秋に運行 |
| 24                             | 桜交通                                    | 大宮駅西口・バスタ新宿・東京駅鍛冶橋駐車場・二俣新町方面                                               |                                                                                  |
| 24                             | 東北アクセス                              | 南相馬市                                                                                               |                                                                                  |
| 東邦銀行ローンプラザ福島支店裏 | - WILLER EXPRESS関東 - WILLER EXPRESS東北 | バスタ新宿・大崎駅西口・東京駅鍛冶橋駐車場                                                             |                                                                                  |
| 東邦銀行ローンプラザ福島支店裏 | WILLER EXPRESS東北                        | 池袋サンシャインバスターミナル・TDL                                                                    |                                                                                  |

あづま総合運動公園内でイベントが行われる場合に臨時バス乗り場が西口に設けられる。

## 東日本大震災による当駅の影響
2011年（平成23年）3月11日に発生した東北地方太平洋沖地震（東日本大震災）によって、福島駅は大きな被害を受けた。各路線も地震発生直後から運転を中止した。
- 東北新幹線は4月12日に那須塩原駅 - 当駅まで運転再開[33]。4月25日に仙台駅までの運転が再開された[33]。4月12日から24日まで、当駅 - 仙台駅を東北本線で結ぶ快速新幹線リレー号が運転された[33]。
- 山形新幹線は3月31日に当駅 - 新庄駅まで運転再開。在来線ホームから発着していた。4月7日に発生した東北地方太平洋沖地震の余震により再び全線運休したが、4月11日に全線運転再開した。翌4月12日には東北新幹線との乗り入れを再開した[33]（E3系単独編成での運転）。4月25日に東北新幹線内の併結運転が再開された。
- 東北本線は、4月4日に本宮駅 - 当駅間、4月16日に当駅 - 岩沼駅まで運転再開した[34]。しかし、4月7日に発生した東北地方太平洋沖地震の余震により黒磯駅 - 盛岡駅間が運休。4月10日に本宮駅 - 当駅間、4月12日に当駅 - 仙台駅間が運転再開し、4月21日に全線運転再開した[34]。
- 奥羽本線（山形線）は、3月31日に全線運転再開した[34]。4月7日に発生した余震により再び運休したが、4月11日に全線運転再開した[34]。
- 阿武隈急行線は、4月28日に当駅 -　瀬上駅間で運転再開し、5月16日に全線運転再開した[12]。
- 福島交通飯坂線は、3月13日に全線運転再開した[5]。

## その他

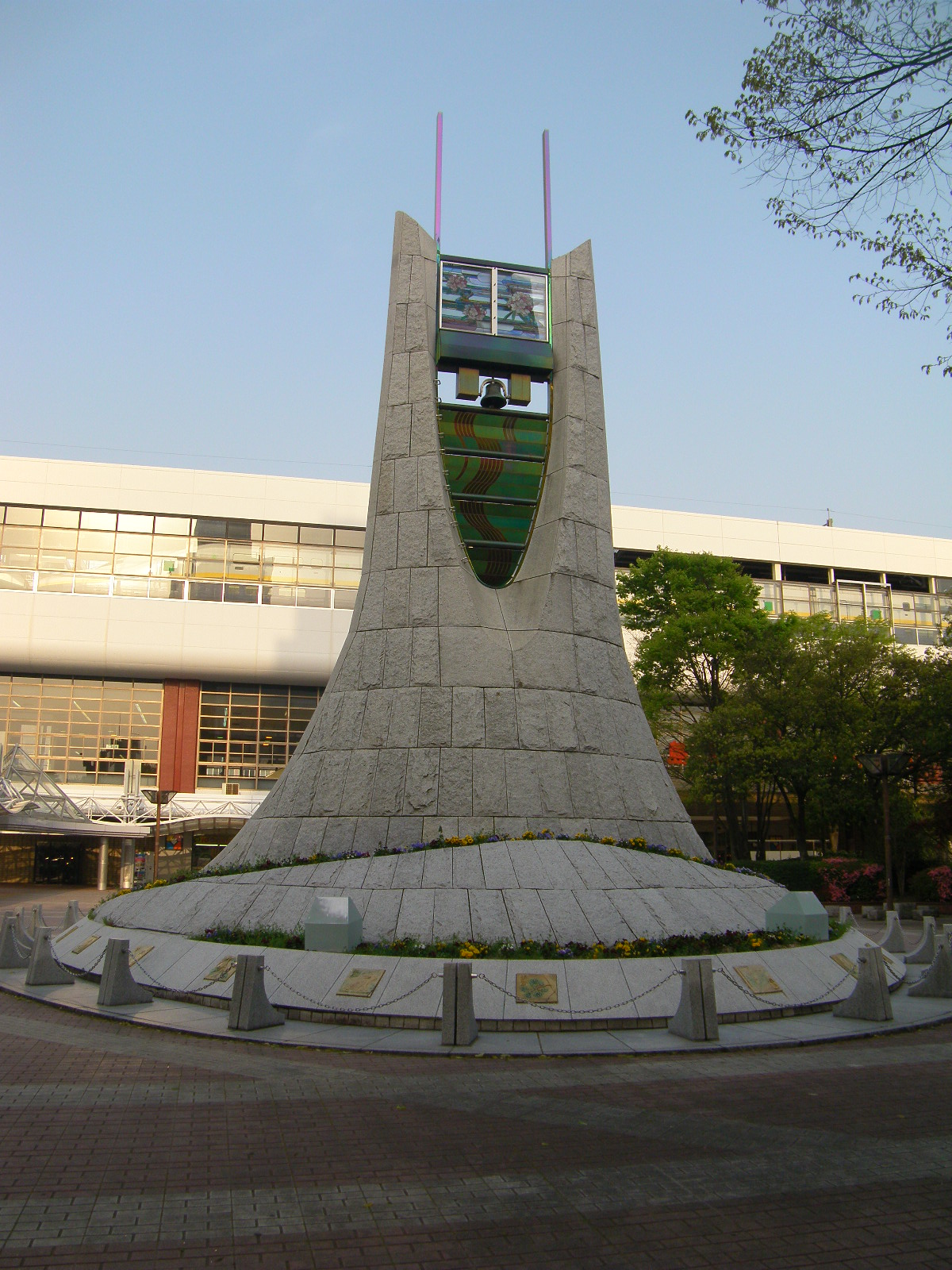
西口駅前モニュメント（2010年）

西日本旅客鉄道（JR西日本）にも「福島駅」があるため、長距離切符の駅名は東北本線所属を示す「(北)」を付けた「（北）福島」と表示される。
生誕100年を記念し、「古関裕而生誕100年記念モニュメント」が、2009年（平成21年）8月11日（8月11日は古関の誕生日である）、東口駅前広場に設置された。このモニュメントは、古関が愛用していたハモンドオルガンを演奏する姿を再現したもので、午前8時から午後8時までの1時間おきにメロディーが流れる。同日、1982年に設置された西口にある駅前モニュメントからも古関メロディーが流れるようになった。

### 交直接続
奥羽本線の当駅 - 米沢間には、最大勾配38‰の板谷峠が存在するため、太平洋戦争後の1949年（昭和24年）には直流電化されていた。しかしその後、黒磯以北は交流電化を採用することになり、1959年（昭和34年）12月の白河 - 当駅間交流電化に際して、当駅構内での奥羽本線との交直接続が問題となった。黒磯駅に比して広大な構内と複雑な配線を持つ当駅では、車上切替え方式がまだ実用化されていなかったこともあり、駅構内への地上切替え設備の設置は断念された。構内は全て交流電化とし、奥羽本線上の800m庭坂寄りの福島第二機関区付近に地上式の交直切換設備・中川切換所を設け、ここで機関車交換を行うこととした。なお、中川切換所の設置にあたっては、従前に直流機用機関庫の南側に沿って敷設されていた本線を北側に移設のうえ、その北側に交流機用機関庫を新設した。
1968年（昭和43年）10月に実施されたダイヤ改正（ヨンサントオ）によって当駅 - 米沢間が交流電化に転換されたのにともない、この交直接続設備は役目を終えた。

## 隣の駅
東日本旅客鉄道（JR東日本）
 東北新幹線
郡山駅 - 福島駅 - 白石蔵王駅
■山形新幹線
（東京方面） - 福島駅 - 米沢駅
■東北本線
南福島駅 - 福島駅 - （矢野目信号場） - 東福島駅
■山形線（奥羽本線）
福島駅 - 笹木野駅
阿武隈急行
■阿武隈急行線
福島駅 - （矢野目信号場） - 卸町駅
福島交通
■飯坂線
福島駅 - 曽根田駅

### 記事本文